# Cristián Castañeda
Cristián Alberto Castañeda Vargas (San Vicente, 18 de setembro de 1968) é um ex-futebolista chileno.

## Carreira
Castañeda jogou pelo Universidad de Chile durante a maior parte de sua carreira. Jogou também por Palestino e Everton.
Encerrou sua carreira em 2005, depois de alguns jogos pelo Deportes Arica.

## Seleção
Pela Seleção Chilena, Castañeda disputou 25 partidas, marcando um gol. Atuou alguns minutos na Copa de 1998, e depois desta oportunidade, nunca mais disputou uma partida oficial pela Roja.